# Kabinett Mauroy
Das Kabinett Mauroy unter Leitung von Premierminister Pierre Mauroy war die Regierung Frankreichs vom 21. Mai 1981 bis 17. Juli 1984. Es in dieser Zeit zwei wesentliche Änderungen in seiner Zusammensetzung, weshalb auch die Kabinette Mauroy I, Mauroy II und Mauroy III unterschieden werden können. Es bestand ganz überwiegend aus Ministern der Parti socialiste (PS) mit wenigen Vertretern ihrer kleinen Verbündeten Mouvement des radicaux de gauche (MRG) und Mouvement des démocrates (MD). Der Parti communiste français (PCF) war im zweiten und im dritten Kabinett Mauroy vertreten; im dritten war auch der Parti socialiste unifié (PSU) vertreten. Es war die erste linke Regierung seit Gründung der Fünften Französischen Republik 1958.
François Mitterrand, der am 10. Mai 1981 – als erster Sozialist in der Fünften Republik – zum Präsidenten gewählt worden war, ernannte das Kabinett am 21. Mai 1981. Die Regierung hatte zunächst keine Mehrheit in der Nationalversammlung, in der seit der Parlamentswahl im April 1978 die Mitte-rechts-Fraktionen RPR und UDF dominierten. Mitterrand löste daher die Nationalversammlung auf; am 14. und 21. Juni 1981 fand eine vorgezogene Parlamentswahl statt. Bei dieser Wahl erhielt der PS eine absolute Mehrheit der Abgeordnetensitze. Mauroy und sein Kabinett traten (wie in Frankreich üblich) nach der Wahl zurück; Präsident Mitterrand berief Mauroy am gleichen Tag erneut zum Premierminister und dieser berief am 22. Juni 1981 sein zweites Kabinett. 
Am 22. März 1983 bildete Mauroy sein drittes Kabinett, nachdem der Staatspräsident ein Umlenken hin zu einer restriktiveren Haushaltspolitik angekündigt hatte. Im Juni 1984 kam es zu Massenprotesten gegen einen Gesetzesentwurf des Bildungsministers Alain Savary, der eine Einschränkung für (zumeist katholische) Privatschulen bedeutet hätte. Präsident Mitterrand gab das Projekt daraufhin auf, weshalb Premierminister Mauroy mit seinem Kabinett am 17. Juli 1984 zurücktrat. Es folgte das Kabinett Fabius.

## Kabinett
Dem Kabinett gehörten folgende Minister an:
| Amt                                  | Name                    | Beginn der Amtszeit | Ende der Amtszeit |
| ------------------------------------ | ----------------------- | ------------------- | ----------------- |
| Premierminister                      | Pierre Mauroy           | 21. Mai 1981        | 17. Juli 1984     |
| Außenminister                        | Claude Cheysson         | 21. Mai 1981        | 17. Juli 1984     |
| Verteidigungsminister                | Charles Hernu           | 21. Mai 1981        | 17. Juli 1984     |
| Innenminister                        | Gaston Defferre         | 21. Mai 1981        | 17. Juli 1984     |
| Wirtschaftsminister                  | Jacques Delors          | 21. Mai 1981        | 22. März 1983     |
| Ministerin für Verbraucher           | Catherine Lalumière     | 21. Mai 1981        | 22. März 1983     |
| Industrieminister                    | Pierre Joxe             | 21. Mai 1981        | 22. Juni 1981     |
| Arbeitsminister                      | Jean Auroux             | 21. Mai 1981        | 22. März 1983     |
| Justizminister                       | Maurice Faure           | 21. Mai 1981        | 22. Juni 1981     |
| Minister für nationale Bildung       | Alain Savary            | 21. Mai 1981        | 17. Juli 1984     |
| Minister für Veteranen               | Jean Laurain            | 21. Mai 1981        | 22. März 1983     |
| Kulturminister                       | Jack Lang               | 21. Mai 1981        | 22. März 1983     |
| Landwirtschaftsministerin            | Edith Cresson           | 21. Mai 1981        | 22. März 1983     |
| Umweltminister                       | Michel Crépeau          | 21. Mai 1981        | 22. März 1983     |
| Minister für Freizeit                | André Henry             | 21. Mai 1981        | 22. März 1983     |
| Minister für Ausrüstung              | Louis Mermaz            | 21. Mai 1981        | 22. Juni 1981     |
| Verkehrsminister                     | Louis Mermaz            | 21. Mai 1981        | 22. Juni 1981     |
| Gesundheitsminister                  | Edmond Hervé            | 21. Mai 1981        | 22. Juni 1981     |
| Wohnungsbauminister                  | Roger Quilliot          | 21. Mai 1981        | 22. Juni 1981     |
| Kommunikationsminister               | Georges Fillioud        | 21. Mai 1981        | 22. März 1983     |
| Postminister                         | Louis Mexandeau         | 21. Mai 1981        | 22. März 1983     |
| Minister für Regionalplanung         | Michel Rocard           | 21. Mai 1981        | 22. März 1983     |
| Minister für Handel und Handwerk     | André Delelis           | 21. Mai 1981        | 22. März 1983     |
| Außenhandelsminister                 | Michel Jobert           | 21. Mai 1981        | 22. März 1983     |
| Forschungsminister                   | Jean-Pierre Chevènement | 21. Mai 1981        | 22. März 1983     |
| Minister für Dezentralisierung       | Gaston Defferre         | 21. Mai 1981        | 17. Juli 1984     |
| Ministerin für nationale Solidarität | Nicole Questiaux        | 21. Mai 1981        | 29. Juni 1982     |
| Minister für Meeresfragen            | Louis Le Pensec         | 21. Mai 1981        | 22. März 1983     |
| Planungsminister                     | Michel Rocard           | 21. Mai 1981        | 22. März 1983     |

## Kabinettsumbildungen

### Erstes Kabinett (21. Mai 1981 bis 22. Juni 1981)
Während der ersten einmonatigen Amtszeit fanden keine Umbildungen des Kabinetts statt.

### Zweites Kabinett (22. Juni 1981 bis 22. März 1983)
- Am 22. Juni 1981 wurde Pierre Dreyfus Nachfolger von Pierre Joxe als Industrieminister; er bekleidete dieses Amt bis zum 29. Juni 1982. Zugleich übernahm Marcel Rigout das neugeschaffene Amt eines Ministers für Berufsausbildung und behielt diese Funktion bis zum 17. Juli 1984. Robert Badinter wurde Nachfolger von Maurice Faure als Justizminister und behielt dieses Amt bis zum 17. Juli 1984. Charles Fiterman wurde Nachfolger von Louis Mermaz als Verkehrsminister und behielt das Amt bis zum 17. Juli 1984. Jack Ralite wurde Nachfolger von Edmond Hervé als Gesundheitsminister und übte dieses Ministeramt bis zum 22. März 1983 aus. Daneben übernahm Wohnungsbauminister Roger Quillot das aufgewertete Amt des Ministers für Stadtplanung und Wohnungsbau (Ministre de l'Urbanisme et du Logement); er amtierte bis zum 4. Oktober 1983.
- Am 29. Juni 1982 wurde Jean-Pierre Chevènement als Nachfolger von Pierre Dreyfus neuer Innenminister und übte diese Funktion bis zum 22. März 1983 aus. Pierre Bérégovoy wurde Nachfolger von Nicole Questiaux 'Minister für soziale Sicherheit und nationale Solidarität' (ministre des Affaires sociales et de la Solidarité nationale).
- Die Partei PCF stellte folgende Minister: 
  - Charles Fiterman (Ministre d'État, ministre des Transports)
  - Jack Ralite (Ministre de la Santé)
  - Marcel Rigout (Ministre de la Formation professionnelle)
  - Anicet Le Pors (Ministre délégué chargé de la Fonction publique et des Réformes administratives)

### Drittes Kabinett (22. März 1983 bis 17. Juli 1984)
- Am 22. März 1983 übernahm der bisherige Wirtschaftsminister Jacques Delors das aufgewertete Amt des Ministers für Wirtschaft, Finanzen und Haushalt und behielt dieses Amt bis zum 17. Juli 1984. Gleichzeitig wurde Laurent Fabius Nachfolger von Jean-Pierre Chevènement als Industrieminister sowie als Forschungsminister und hatte diese Ämter bis zum 17. Juli 1984 inne. Ferner wurde der bisherige Minister für Regionalplanung und Planungsminister Michel Rocard als Nachfolger von Edith Cresson neuer Landwirtschaftsminister und bekleidete dieses Ministeramt bis zum 17. Juli 1984. Landwirtschaftsministerin Edith Cresson übernahm stattdessen das neugeschaffene Amt als Tourismusministerin und behielt dieses bis zum 17. Juli 1984. Gleichzeitig wurde Edith Cresson Nachfolgerin von Michel Jobert als Außenhandelsministerin und übte dieses Amt ebenfalls bis zum 17. Juli 1984 aus. Des Weiteren wurde Michel Crépeau Nachfolger von André Delelis als Minister für Handel und Handwerk und hatte dieses Amt bis zum 17. Juli 1984 inne.
- Am 4. Oktober 1983 wurde Paul Quilès Nachfolger von Roger Quillot als Minister für Stadtplanung und Wohnungsbau.
- Roland Dumas hatte vom 18. Dezember 1983[1] bis zum 17. Juli 1984 das neugeschaffene Amt des 'Ministers für Europaangelegenheiten' inne. Freizeitminister André Henry schied aus dem Kabinett, woraufhin dessen bisherige Beigeordnete Ministerin für Jugend und Sport Edwige Avice in der Folgezeit als Ministre déléguée au Temps libre, à la Jeunesse et aux Sports dessen Nachfolgerin – allerdings nicht mehr im Range einer Ministerin – war.
- Die Partei PCF stellte folgende Minister: 
  - Charles Fiterman (Ministre des Transports)
  - Marcel Rigout (Ministre de la Formation professionnelle)
  - Anicet Le Pors (Secrétaire d'État chargé de la Fonction publique et des Réformes administratives)